# ماكس ميلر
ماكس ميلر (بالإنجليزية: Max Miller)‏ (و. 1894 – 1963 م) هو ممثل، وممثل هزلي، من المملكة المتحدة، ولد في برايتون، توفي في برايتون، عن عمر يناهز 69 عاماً.

## وصلات خارجية
- ماكس ميلر على موقع IMDb (الإنجليزية)
- ماكس ميلر على موقع الموسوعة البريطانية (الإنجليزية)
- ماكس ميلر على موقع ميوزك برينز (الإنجليزية)
- ماكس ميلر على موقع أول موفي (الإنجليزية)
- ماكس ميلر على موقع قاعدة بيانات الأفلام السويدية (السويدية)
- ماكس ميلر على موقع ديسكوغز (الإنجليزية)
- ماكس ميلر على موقع ديسكوغز (الإنجليزية)
- ماكس ميلر على موقع قاعدة بيانات الفيلم (الإنجليزية)